# 천기원
천기원(千璂元,1956년~)은 1999년 10월 설립한 두리하나선교회 대표이며 개신교 목사다.

## 일생
2023년 3월까지 중국과 러시아 등지에서 약 1000여명(비공식적으로는 1200명)의 탈북자를 구출하여 한국과 미국등에 정착시켜왔다. 2009년 9월에는 탈북청소년을 위한 대안학교인 두리하나국제학교를 설립했으며 탈북자들의 공동체인 두리하나복음자리를 운영하고 있다.
2024년 2월 14일, 성추행 혐의로 징역 5년을 선고받았다.

## 일화
그의 사위는 예전 중국에 구금되어 있을 당시 자신을 재판하였던 검사이다.
2001년 12월 몽골에서 탈북자 13명을 구출하다가 중국 공안에 잡혀 8개월간 중국 감옥에 수감되었었다.